# Carl von Oberkamp

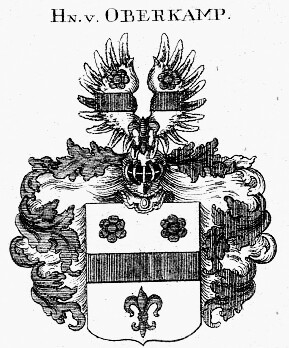
Wappen derer von Oberkamp

Carl Ferdinand Joseph Ritter von Oberkamp (* 30. Oktober 1893 in München; † 4. Mai 1947 in Belgrad) war ein deutscher SS-Brigadeführer und Generalmajor der Waffen-SS sowie Kriegsverbrecher.

## Leben

### Herkunft
Der Stammvater Johann von Oberkamp hatte 1629 zu Wien als Reichshofrat den Reichsritterstand erhalten. Der Vorfahre Heinrich von Oberkamp, Vizekanzler des Hochstifts Bamberg, war ein Bruder des Medizinprofessors und fürstlichen Leibarztes Franz Joseph von Oberkamp. Der Urgroßvater Franz de Paula von Oberkamp, herzoglich nassauischer Kammerherr, Oberst und Chef des Generalstabes, Herr auf Zogenreuth und Weißenbrunn, wurde 1813 im Königreich Bayern bei der Ritterklasse der Adelsmatrikel eingetragen. Carl von Oberkamp war ein Sohn des noch auf Schloss Weißenbrunn geborenen bayerischen Justizrates Karl Ritter von Oberkamp (1850–1908) und der Münchenerin Anna geb. Wagus.

### Wirken
Nachdem er im Juli 1912 sein Abitur am Ludwigsgymnasium in München abgelegt hatte, trat er im selben Monat als Fahnenjunker in das 2. Rheinische Husaren-Regiment Nr. 9 der Preußischen Armee in Straßburg ein, wo er am 27. November 1912 zum Unteroffizier, am 7. März 1913 zum Fähnrich und schließlich am 18. Februar 1914 zum Leutnant befördert wurde. Nach Besuch der Kriegsschule Hersfeld diente er nach Ausbruch des Ersten Weltkrieges ab August 1914 in Lothringen und an der Somme als Zugführer und wurde anschließend als Ordonnanzoffizier zur 7. Kavallerie-Division kommandiert. Nach weiteren Einsätzen auf dem Balkan und in Ungarn kehrte er 1918 als Oberleutnant zu seinem Stammregiment zurück und wurde schließlich am 19. Juli 1919 auf eigenen Wunsch infolge einer Erkrankung aus der Armee entlassen.
Nach dem Krieg war Oberkamp Angehöriger des Bund Oberland und nahm 1923 am Hitlerputsch teil. Im selben Jahr heiratete er Sonia, geborene Güllich. Die Ehe blieb kinderlos und wurde 1936 geschieden. Bereits ab 1922 arbeitete er als Ski- und Tennislehrer sowie als Bergführer in Deutschland, Österreich und der Schweiz und blieb in diesem Bereich bis 1933 tätig. 
Zum 1. Mai 1933 trat er in die NSDAP ein (Mitgliedsnummer 1.928.904) und schloss sich im selben Jahr auch dem RAD an, zum 6. Mai 1934 wurde er Mitglied der SA.
Als Oberleutnant kehrte er am 1. März 1935 in die Armee zurück und diente dort als Kompaniechef in verschiedenen Einheiten. Am 1. September 1935 erfolgte seine Beförderung zum Hauptmann, zeitgleich wurde er Chef der 8. Kompanie des Jägerregiments 63 und behielt diesen Posten bis Oktober 1936, als er zum Gebirgsjäger-Regiment 99 unter dem damaligen Oberst Eduard Dietl wechselte. Am 18. Januar 1937 wurde Oberkamp zum Major ernannt. Nach Teilnahme an mehreren Lehrgängen und Übungen kam er am 4. Oktober 1937 als Major i. G. zum Stab des Gebirgsjäger-Regiments 98 in Mittenwald. Nach Dienst bei der 27. Infanterie-Division nahm er 1938 am Anschluss Österreichs teil, wo er unter anderem als Stadtkommandant von Salzburg diente. Im Anschluss war er IIa (Divisionadjutant) bei der 3. Gebirgs-Division und heiratete 1938 Franziska geb. Hiemer, mit der er zwei Töchter hatte.

#### Bei der SS
Im selben Jahr trat er als SS-Sturmbannführer zur SS-Verfügungstruppe über (SS-Nummer 310.306), wo er als Taktiklehrer zur SS-Junkerschule Bad Tölz kam. Als eben solcher wechselte er 1939 zur Junkerschule Braunschweig und erhielt am 1. Juni desselben Jahres ein Truppenkommando, als er als Nachfolger von Jürgen Wagner den II. Sturmbann der Leibstandarte SS Adolf Hitler übernahm.
In dieser Funktion nahm er mit Beginn des Zweiten Weltkrieges am Überfall auf Polen teil und wechselte im April 1940 als Bataillonskommandeur zur SS-Verfügungsdivision, mit welcher er am Westfeldzug teilnahm. Am 1. Juli 1940 wurde er zum SS-Obersturmbannführer befördert und wurde im Dezember des Jahres Kommandeur des Regiments „Germania“. Am 30. Januar 1941 wurde er SS-Standartenführer und nahm als solcher im Rahmen der SS-Division „Wiking“ am Einmarsch in Russland teil, wobei er am 1. Oktober 1941 zum SS-Oberführer ernannt wurde.
Im Juni 1942 wurde er nach Differenzen mit Divisionskommandeur Felix Steiner als Regimentskommandeur von Jürgen Wagner abgelöst und ins SS-Führungshauptamt versetzt, wo er bis April 1943 verschiedene Stellen als Inspektionschef bekleidete. Noch im selben Monat wurde er als SS-Brigadeführer zur 7. SS-Gebirgs-Division „Prinz Eugen“ versetzt, deren Kommandeur er im Juli, als Nachfolger von Artur Phleps, wurde. Auch unter seinem Kommando verübte die Division etliche Kriegsverbrechen, bereits kurz nach seinem Dienstantritt erschossen Angehörige des SS-Gebirgs-Jäger-Regiments 1 am 12. Juli 1943 im Dorf Košutica nahe Sokolac 40 Zivilisten. Nach Übergriffen gegenüber kroatischen Muslimen durch die Division kam es zwischen Oberkamp und Konstantin Kammerhofer, dem „Beauftragten des Reichsführers SS beim Befehlshaber der Deutschen Truppen in Kroatien“ zu einer heftigen Auseinandersetzung, woraufhin Heinrich Himmler den SS-Obergruppenführer Artur Phleps, Kommandeur des V. SS-Freiwilligen-Gebirgskorps, mit der Untersuchung der Vorfälle beauftragte und ihn bat, den „wegen seiner schwierigen Art schon längst bekannten von Oberkamp ganz scharf an die Zügel zu nehmen“. Oberkamp ordnete später an, dass Kinder unter 14 Jahren und Frauen nur noch im Kampf oder standgerichtlich erschossen werden sollen.
Im weiteren Verlauf des Jahres beteiligte sich die Division an der Entwaffnung italienischer Verbände sowie der Bekämpfung von Titopartisanen im Rahmen der „Operation Herbstgewitter“ und verübte dabei fortwährend Erschießungen, Plünderungen und sonstige Grausamkeiten.
Nachdem Oberkamp aufgrund einer Erkrankung zeitweilig von Standartenführer August Schmidhuber vertreten wurde, kehrte er im Januar 1944 zur Division zurück, wurde jedoch im selben Monat durch Oberführer Otto Kumm abgelöst, nachdem es zwischen ihm und Phleps zu Streitigkeiten kam, woraufhin er von Himmler gemahnt wurde „sich grundsätzlich zu ändern“. Vom 1. bis zum 20. Februar 1944 diente Oberkamp im SS-Führungshauptamt und wurde anschließend Kommandant des SS-Truppenübungsplatzes „Moorlager“. Am 4. Mai 1944 wurde er abgelöst und kehrte ins SS-Führungshauptamt zurück, wo er wieder verschiedene Stellen als Inspekteur besetzte. Noch im April 1945 wurde er als Kommandeur für die 38. SS-Grenadier-Division „Nibelungen“ vorgesehen, allerdings ist es fraglich, ob er diesen Posten tatsächlich angetreten hat.

#### Kriegsgefangenschaft und Verurteilung
Bei Kriegsende geriet Oberkamp in amerikanische Gefangenschaft und wurde an Jugoslawien ausgeliefert, wo er von einem Militärtribunal aufgrund der unter seiner Verantwortung begangenen Verbrechen zum Tode verurteilt und am 4. Mai 1947 in Belgrad gehenkt wurde.

## Auszeichnungen
- Eisernes Kreuz (1914) II. und I. Klasse am 19. September 1914 und 6. Juli 1916
- Ritterkreuz II. Klasse mit Schwertern des Herzoglich Sachsen-Ernestinischen Hausordens am 1. März 1915
- Deutsches Reichssportabzeichen in Silber
- SA-Sportabzeichen in Bronze, Silber und Gold
- Ehrenkreuz für Frontkämpfer am 1. April 1935
- Wehrmacht-Dienstauszeichnung 4. Klasse am 2. Oktober 1936
- Wiederholungsspangen (1939) zum Eisernen Kreuz (1914) I. und II. Klasse am 22. September 1939 und 10. Juli 1940
- Heeresbergführer-Abzeichen
- Ehrendegen des Reichsführers SS
- Totenkopfring der SS
- Julleuchter der SS